# Ochthebius falcatus
Ochthebius falcatus es una especie de escarabajo del género Ochthebius, familia Hydraenidae. Fue descrita científicamente por Jaech en 1991.
Se distribuye por Irán (en la ciudad de Bampur). Mide 1,36 milímetros de longitud.